# Marcos Malavia
 (janvier 2021).
Si vous disposez d'ouvrages ou d'articles de référence ou si vous connaissez des sites web de qualité traitant du thème abordé ici, merci de compléter l'article en donnant les références utiles à sa vérifiabilité et en les liant à la section « Notes et références ».

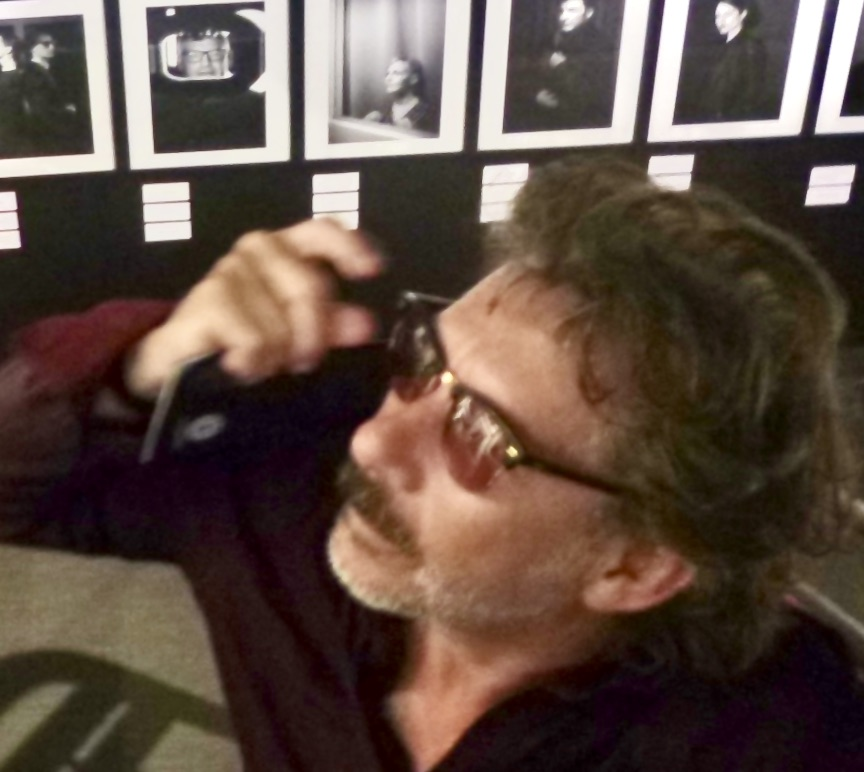
Auteur-Metteur en scène Directeur École Nationale de Théâtre de Bolivie.

Marcos Malavia, né le 20 mars 1962 à Huanuni, est un dramaturge, romancier et directeur de théâtre bolivien.

## Biographie
Il est né à Huanuni, centre minier de l’Altiplano bolivien, dans le département d'Oruro (province de Cercado).
Arrivé en France, il suit une formation de mime à l’École internationale Marcel Marceau à Paris, tout en travaillant parallèlement à la Compagnie Renaud-Barrault, d'abord comme contrôleur de billets, puis comme assistant à la mise en scène (1983-1988). Il est ensuite assistant d’Alfredo Arias sur plusieurs productions au CDN d'Aubervilliers (1987-1990). En 1990, il fait partie de la Compagnie Sourous au sein de laquelle il contribue à la réalisation d’une vingtaine de créations. En 1996, avec l’équipe de la Compagnie Sourous, il crée le Festival Auteurs en Acte, manifestation qui offre un large espace au théâtre contemporain et aux créateurs d’aujourd'hui[réf. nécessaire].
Depuis quinze ans[évasif], il entretient une collaboration transdisciplinaire avec le professeur Jean-Philippe Assal (OMS, C.I.C.R, Hôpitaux universitaires de Genève) autour du rôle du théâtre et de la mise en scène dans la médecine et l’éducation des patients.
En 2003, il est à l'initiative de la création et de la construction de la première École nationale de théâtre de Bolivie inaugurée en mars 2004.
En mars 2004, il fonde la première école de théâtre professionnelle en Bolivie, à Santa Cruz de la Sierra, sous l’égide de la Fondation Hombres Nuevos et de l’Universidad San Pablo de Bolivia. Depuis sa fondation, il est directeur de l’École Nationale de Théâtre, professeur d’interprétation pour les trois années et directeur de thèse pour les étudiants de quatrième année. 
De 1990 à 2010, en France, il enseigne dans plusieurs stages AFDAS, notamment la technique de masque et clown.
En 2001, il crée avec le professeur Jean-Philippe Assal le « Théâtre du Vécu », ateliers d’écriture et mise en scène pour l’accompagnement et la prise en charge du vécu des patients atteints de maladies chroniques.
Depuis 2009 il développe régulièrement le Théâtre du Vécu à l’Hôpital de la Pitié-Salpétrière, au sein du Service diabétologie, une session par mois.

### Ouvrages
- 2008 : Tragaluz (Soupirail), roman, Éditions de l’Amandier (Prix 2009 « Lis tes rêves » des lycéens d'Amiens[réf. nécessaire]).
- 2011 : L’Épidémie de Roses, nouvelles, Éditions de l’Amandier
- 2014 : Vous n’êtes plus malade, théâtre, Éditions de l’Amandier
- 2017 : Un corps en morceaux chronique bolivienne, roman, éditions R&P
- 2019 : Aibalam l'ange de la annonciation maculé, conte poétique, éditions R&P

### Essai
- 2009 : De la mise en scène à la mise en sens, Entretiens sur le théâtre, co-auteur avec Jean-Philippe Assal et Muriel Roland, Éditions l’Harmattan

### Textes de théâtre
- Le ventre de la baleine (35 représentations), créé au Théâtre de l’Iris à Lyon, joué du 15 janvier au 15 février 1988, puis en Bolivie à La Paz au Théâtre de la Ville en mars 2000
- Miroir d’un naufragé (25 représentations), créé au Festival d'Avignon, joué du 7 juillet au 3 aout 1991
- La boucherie ardente (36 représentations), créé au Théâtre de la Cité Universitaire de Paris, joué du 15 avril au 30 mai 1994 puis au Festival d'Avignon.
- La mort du général (21 représentations), créé à la Cartoucherie de Paris, Théâtre de l'Épée de Bois, joué du 10 octobre au 7 novembre 1998
- Testament d’un rémouleur (48 représentations), créé au Théâtre de l’Essaïon de Paris et joué du 3 mars au 30 avril 2001 puis au Festival d'Avignon
- El Guajojo (10 représentations), créé au Museo Arte Moderno Santa Cruz Bolivie, joué du 3 au 20 juin au 2007

## Théâtre
- 1979 : Blanco y Negro, de M.Malavia au Théâtre Universitaire UTO - Bolivie
- 1982 : Juan Cutipa se muere, mimodrame, Teatro El Angel (Chili)
- 1988 : Le bœuf sur le toit et Les Mariés de la Tour Eiffel de J.Cocteau avec Raymond Gérome et Jean-Pierre Aumont- Opéra de Paris- Salle Favart
- 1988 : Le Ventre de Baleine, de M. Malavia- Théâtre de l’Iris à Lyon
- 1989 : Les couleurs de la pluie, de E.Vaca- Teatro Mambaruzo (Italie)
- 1992 : Rosy Belle, Caprices et Tentations, de M.Roland, Théâtre des Sources Avignon.
- 1993 : La java de l’absent de M.Roland, Théâtre de la Cité Universitaire Paris
- 1994 : La boucherie ardente de M.Malavia, Théâtre de la Cité Universitaire de Paris et festival Off d’Avignon
- 1996 : La Grande Lessive de Vladimir Maïakovski, Théâtre du Renard à Paris et Festival Off d’Avignon.
- 1997 : L’autre Borgès de J.L. Borges, Centre national d'art et de culture Georges-Pompidou à Paris et Théâtre de l’Epée de Bois à la Cartoucherie, Paris.
- 1998 : Pervertimento de J.S.Sinisterra, Festival Alternativo de Madrid.
- 1999 : Le cabaret de Quat-sous, montage de textes de B.Brecht, spectacle en appartement et itinérant.
- 1999 : Antigone de B.Brecht, Théâtre Victor-Hugo, Bagneux.
- 2000 : Le ventre de la Baleine, version en espagnol au Théâtre de la Ville de La Paz en Bolivie.
- 2001 : Le testament d’un rémouleur, de M.Malavia, Théâtre de l’Essaïon puis Festival Off Avignon
- 2003 : Le roi se meurt d’Eugène Ionesco, Théâtre de l’Epée de Bois la Cartoucherie, puis tournée en France.
- 2005 : Au bord de la vie de Gao Xingjian, Théâtre Victor Hugo à Bagneux, puis tournée (Espagne, Bolivie Pérou) puis reprise au Théâtre de l’Epée de Bois, Cartoucherie à Paris
- 2006 : Tierra de Nadie de Matei Visniec, École Nationale de Bolivie.
- 2007 : Juste avant que de M.Simonot, Bruno Corlais, Messaoud Benyoucef, spectacle en appartement.
- 2009 : Opéra Panique d'Alejandro Jodorowsky, Théâtre de l’Epée de Bois, La Cartoucherie, Paris
- 2010 : Ballade nocturne de Gao Xingjian, musique de Corinne Hache, Théâtre de l’Epée de Bois, la Cartoucherie, Paris
- 2010 : CORpsTEXte, spectacle conçu à partir de textes de Muriel Roland, Jean-Louis Barrault et des pantomimes de Alejandro Jodorowsky, Cartoucherie, Paris, Théâtre de l’Épée de bois, (Tournée Espagne, Argentine, Brésil, Bolivie)
- 2011 : Hyster- De l’incontestable perfidie du sexe féminin, montage cabaret de M. Roland, intégrant Rivage à l’abandon et Médée-Matériau de Heiner Müller -Théâtre El Duende à Ivry.
- 2012 : Le Château des Clandestins de Fernando Arrabal Théâtre de l’Epée de Bois à la Cartoucherie à Paris.